# Alberto Durant
Alberto Luis Durant Cayo (Perú, 23 de enero de 1951), también conocido como Chicho Durand, es un guionista, director de cine y productor de cine que ha filmado varias películas y que también ejerce la docencia en este arte.

## Biografía
En 1968 estudió en la Rice University, de Houston, Estados Unidos merced a una beca de la Fundación Teagle. Durante su último año en la universidad se interesó en el cine y realizó dos cortometrajes experimentales en el Rice Media Center. En 1974 fue al Institute des Arts de Diffusion de Bruselas, Bélgica a estudiar cine y al año siguiente lo hizo en el London International Film School, donde se graduó en 1977. 
De retorno al Perú siguió vinculado al cine trabajando como asistente de edición y asistente de cámara al mismo tiempo que escribía críticas de cine en un semanario local e colaboraba en 1979 en la formación de la Cinemateca de Lima. 
Desde entonces ha realizado varios documentales y ha dirigido cuatro películas de largometraje, que han sido mostrados en importantes festivales del mundo y obtenido varios premios internacionales y el financiamiento de Ibermedia.

## Relación con el cine
El primer largometraje que dirigió fue Ojos de perro, estrenado en 1983, que fue posiblemente el primer intento en el cine peruano con la estética del realismo mágico. Es un filme ambientado en la década de 1920 construido a la manera de una sucesión de retablos, registrados a través del plano secuencia, narrando la experiencia de la creación de un sindicato en una hacienda azucarera. 
Uno de los proyectos frustrados del director fue la adaptación del libro ¿Quién mató a Palomino Molero? del célebre autor Mario Vargas Llosa, pero esta producción se canceló por motivos de presupuesto, ya que no pudieron obtener los derechos de este.

## Filmografía

### Director

#### Películas
- Ojos de perro (1983)
- Malabrigo (1986)
- Alias "La Gringa" (1991)
- Coraje (1998)[4]
- Doble juego (2004)[5]
- El premio (2009)[6]
- Cuchillos en el cielo (2013)
- Venganza y Silencio (2024)[cita requerida]
- La Noche de la Verdad (2026)[cita requerida]

#### Cortometrajes
- A un viejo poeta del Perú (1977)
- Paco Yunque (1978)
- En la tierra de los Awuajunti (1984) Documental
- El famoso bandolero (1987)
- Yuyanapaq. Para recordar (2005) (documental)

### Guionista
- Ojos de perro (1983)
- Malabrigo (1986)
- Alias "La Gringa" (1991)
- Coraje (1998)
- Doble juego (2004)
- Yuyanapaq. Para recordar (cortometraje documental) (2005)
- El premio (2009)
- Cuchillos en el cielo (2013)
- Venganza y Silencio (2024)
- La Noche de la Verdad (2026)

### Productor
- Coraje (1998)
- State of Fear (2005) Documental  (productor consultor)
- Doble Juego (2004)
- El premio (2009)
- Cuchillos en el cielo (2013)
- Venganza y Silencio (2024)
- La Noche de la Verdad (2026)

## Premios
En el Festival de Cine de Bogotá de 1991 fue galardonado con el Premio a la mejor película Círculo precolombino de Oro por Alias 'La Gringa' y por el filme Doble juego fue seleccionado como candidato al Premio India Catalina de Oro a la Mejor película en el Festival Internacional de Cine de Cartagena en 2005.